# Селенид тантала
Селенид тантала — бинарное неорганическое соединение
тантала и селена
с формулой TaSe,
кристаллы.

## Получение
- Сплавление стехиометрических количеств чистых веществ:

{\displaystyle {\mathsf {Ta+Se\ {\xrightarrow {1000^{o}C}}\ TaSe}}}

## Физические свойства
Селенид тантала образует кристаллы
гексагональной сингонии, пространственная группа P 63/mmc, параметры ячейки a = 0,3425 нм, c = 1,2746 нм, Z = 4
.